# Benjamín Ubierna
Benjamín Ubierna Barandiarán (Buenos Aires, 22 novembre 1991) è un calciatore argentino naturalizzato peruviano, centrocampista del Deportivo Coopsol.